# Knut Sørensen
Knut Sørensen (3 ottobre 1924 – 18 dicembre 2009) è stato un calciatore norvegese, di ruolo attaccante.

## Carriera

### Club
Sørensen giocò con la maglia dello Sparta Sarpsborg.

### Nazionale
Conta una presenza per la Norvegia. Il 19 giugno 1949, infatti, fu schierato in campo nella sfida persa per 1-3 contro la Jugoslavia.

## Palmarès

### Club

#### Competizioni nazionali
- Coppa di Norvegia: 1

Sparta Sarpsborg: 1952